# Lista gatunków z rodzaju gnidosz
Lista gatunków z rodzaju gnidosz (Pedicularis L.) – lista gatunków rodzaju roślin należącego do rodziny zarazowatych (Orobanchaceae). Według Plants of the World Online do tego rodzaju zalicza się 678 gatunków. 
Lista gatunków

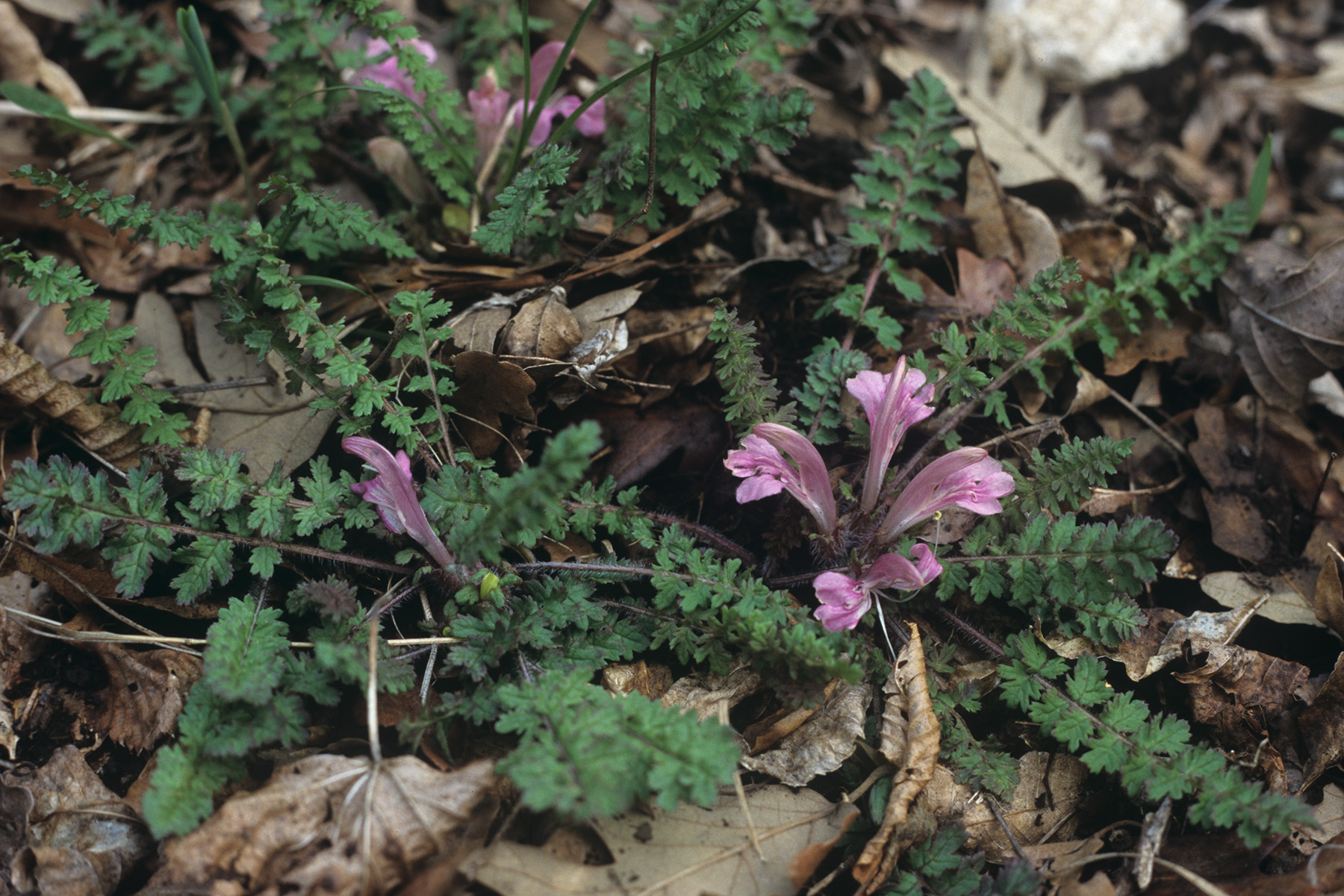
Pedicularis acaulis

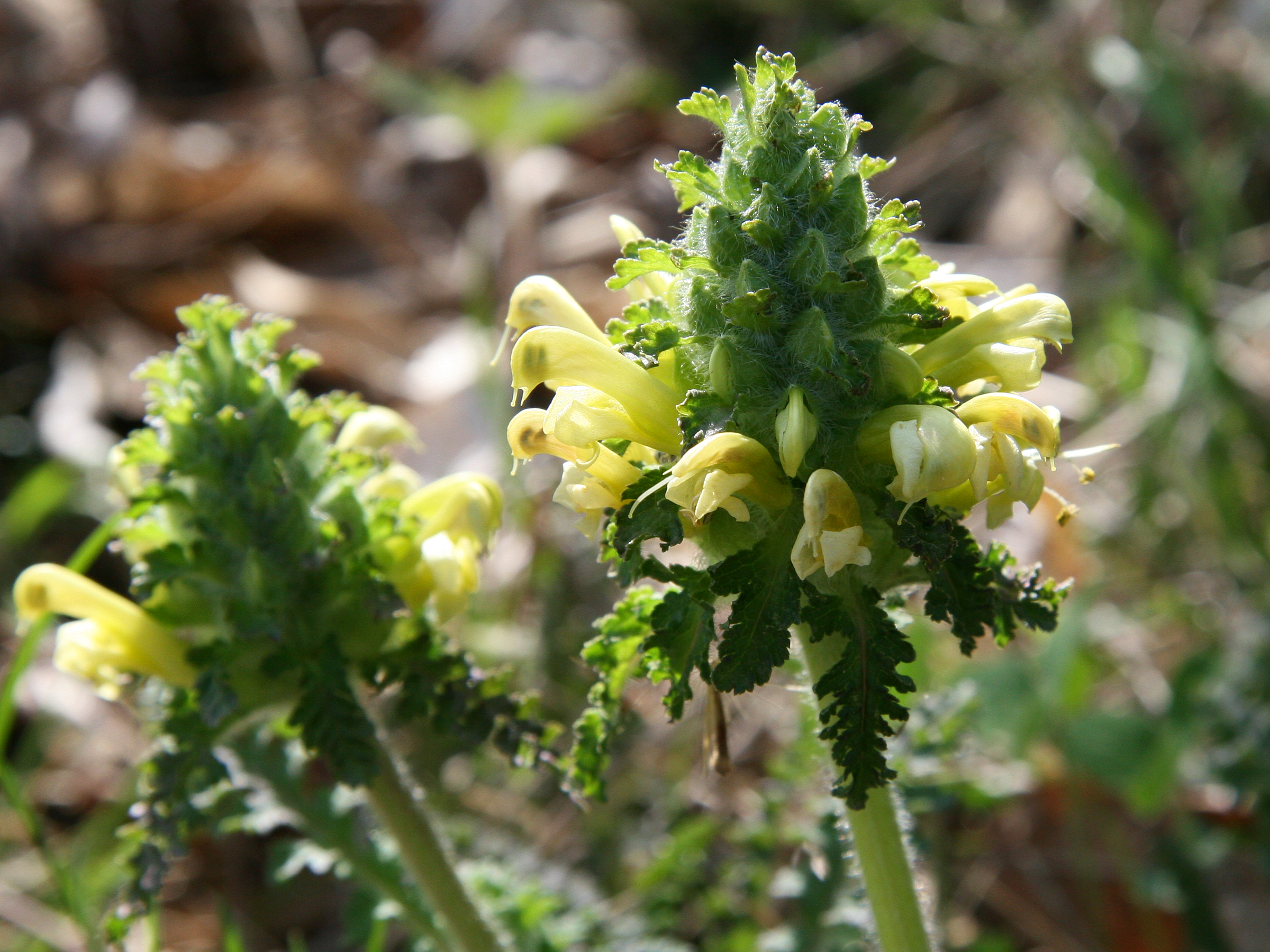
Pedicularis canadensis

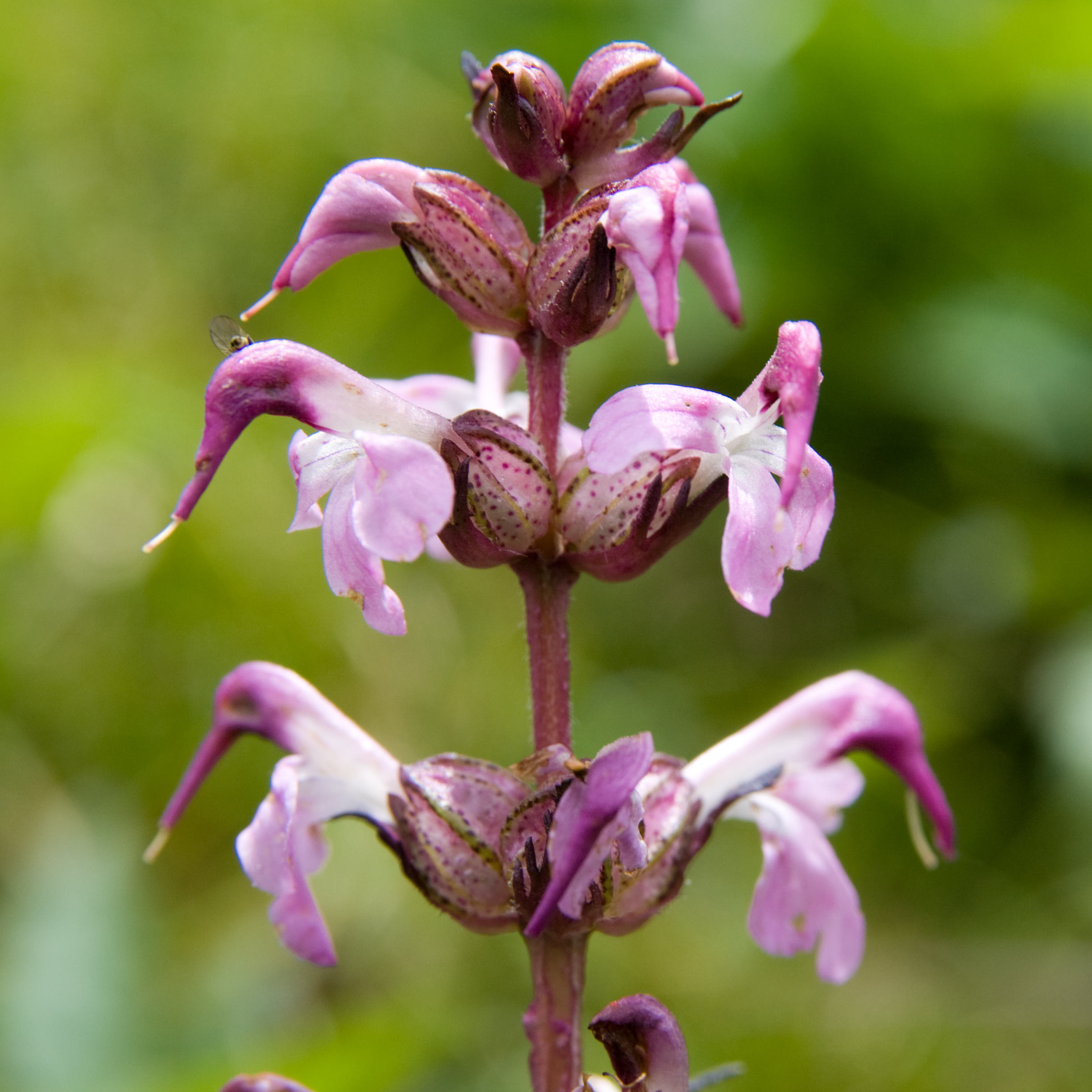
Pedicularis chamissonis

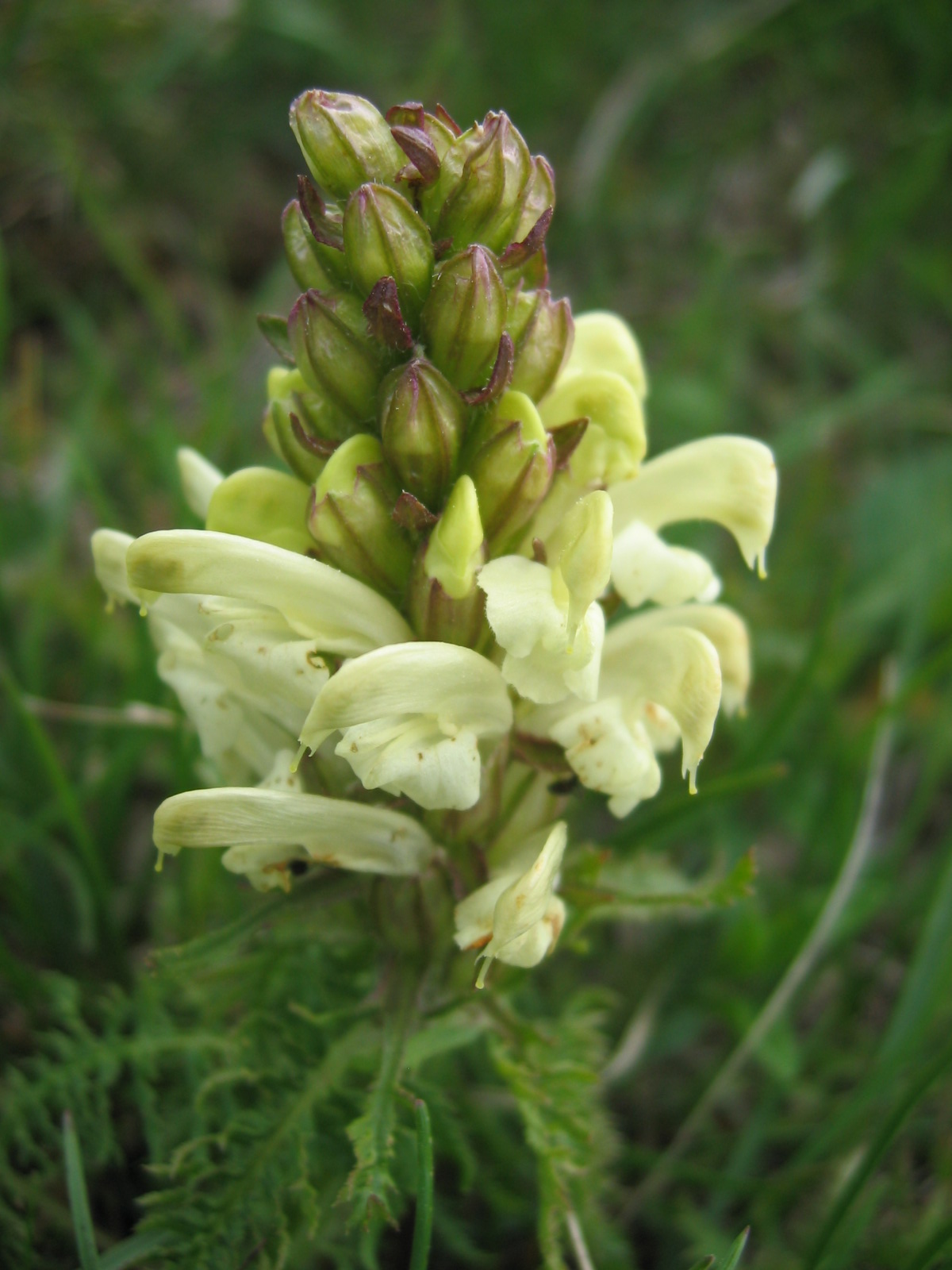
Pedicularis comosa

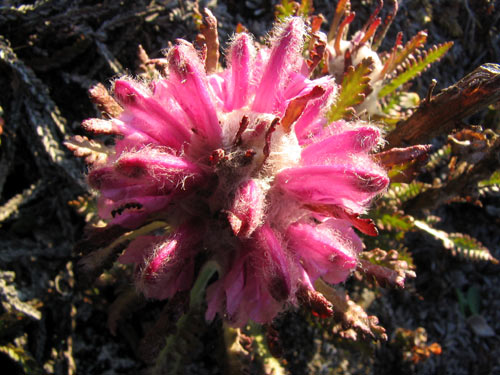
Pedicularis dasyantha

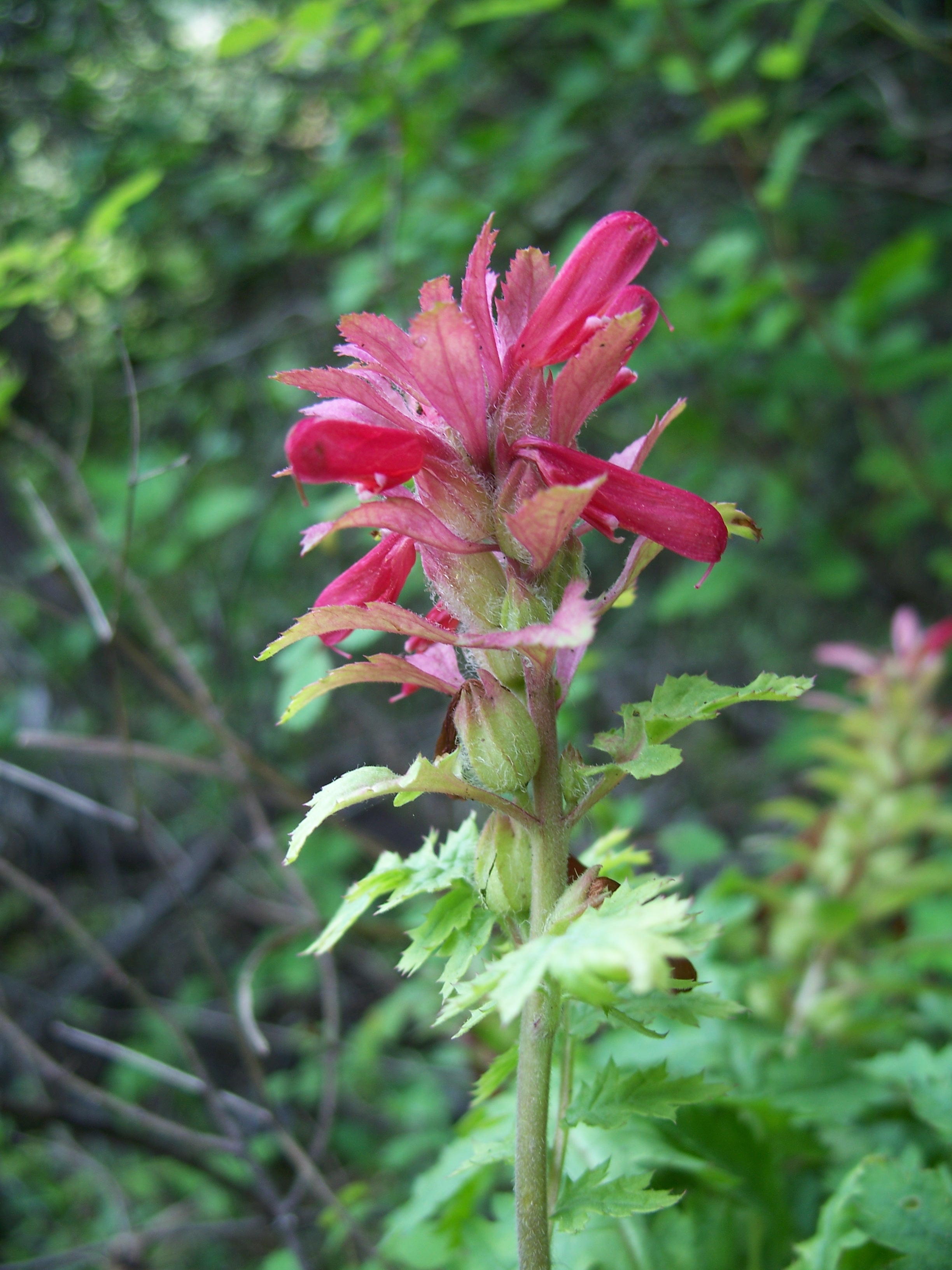
Pedicularis densiflora

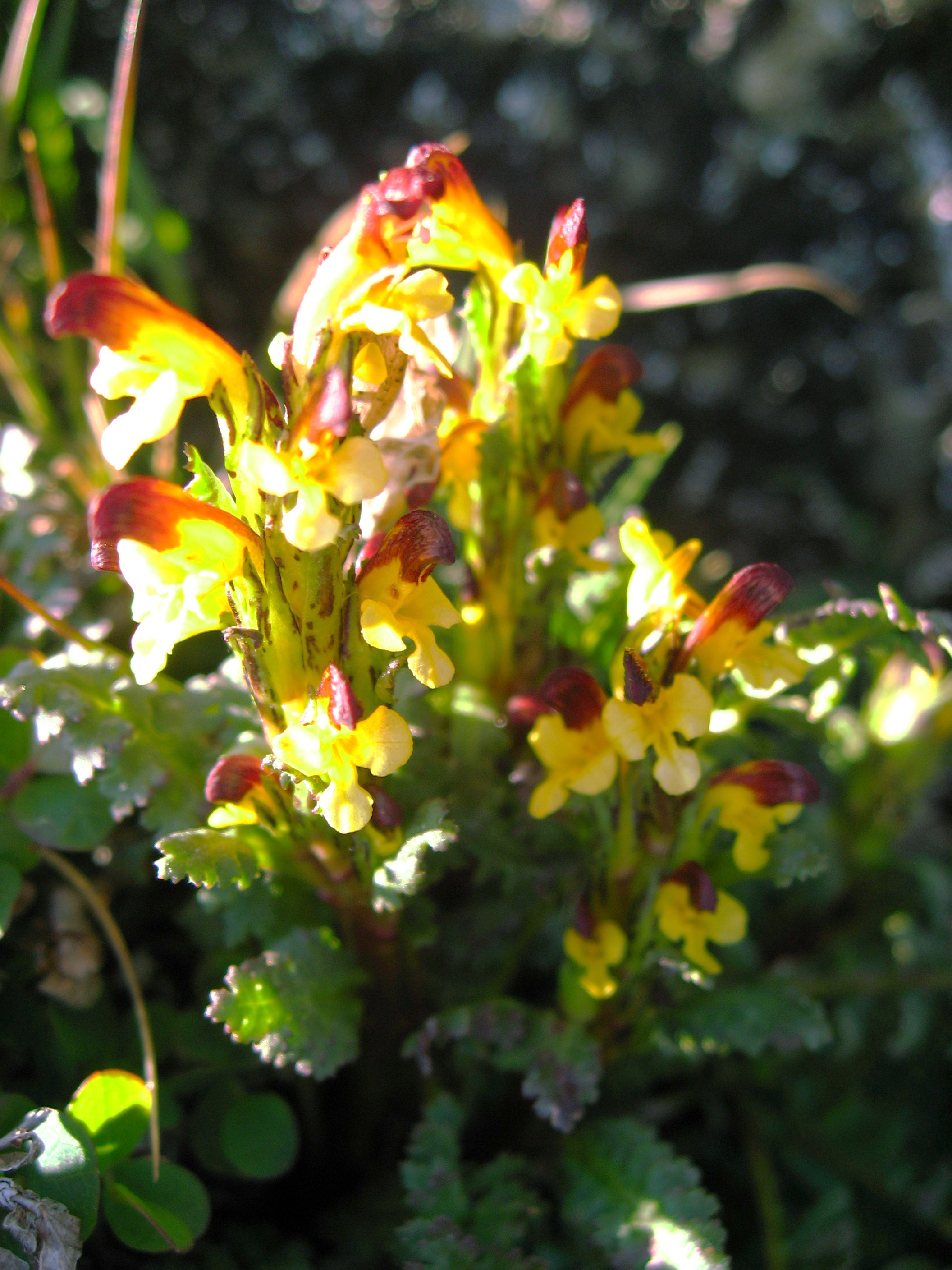
Pedicularis flammea

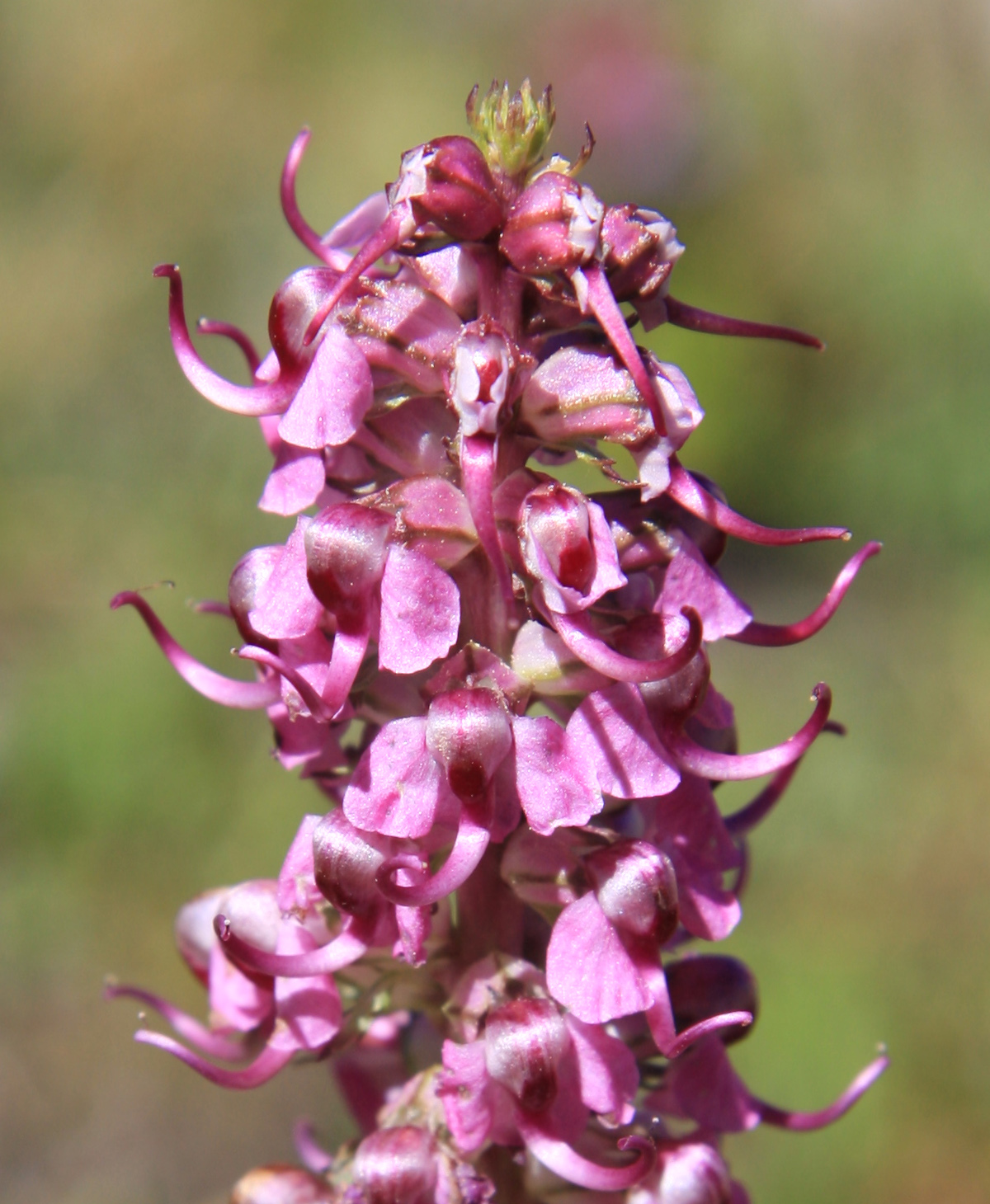
Pedicularis groenlandica

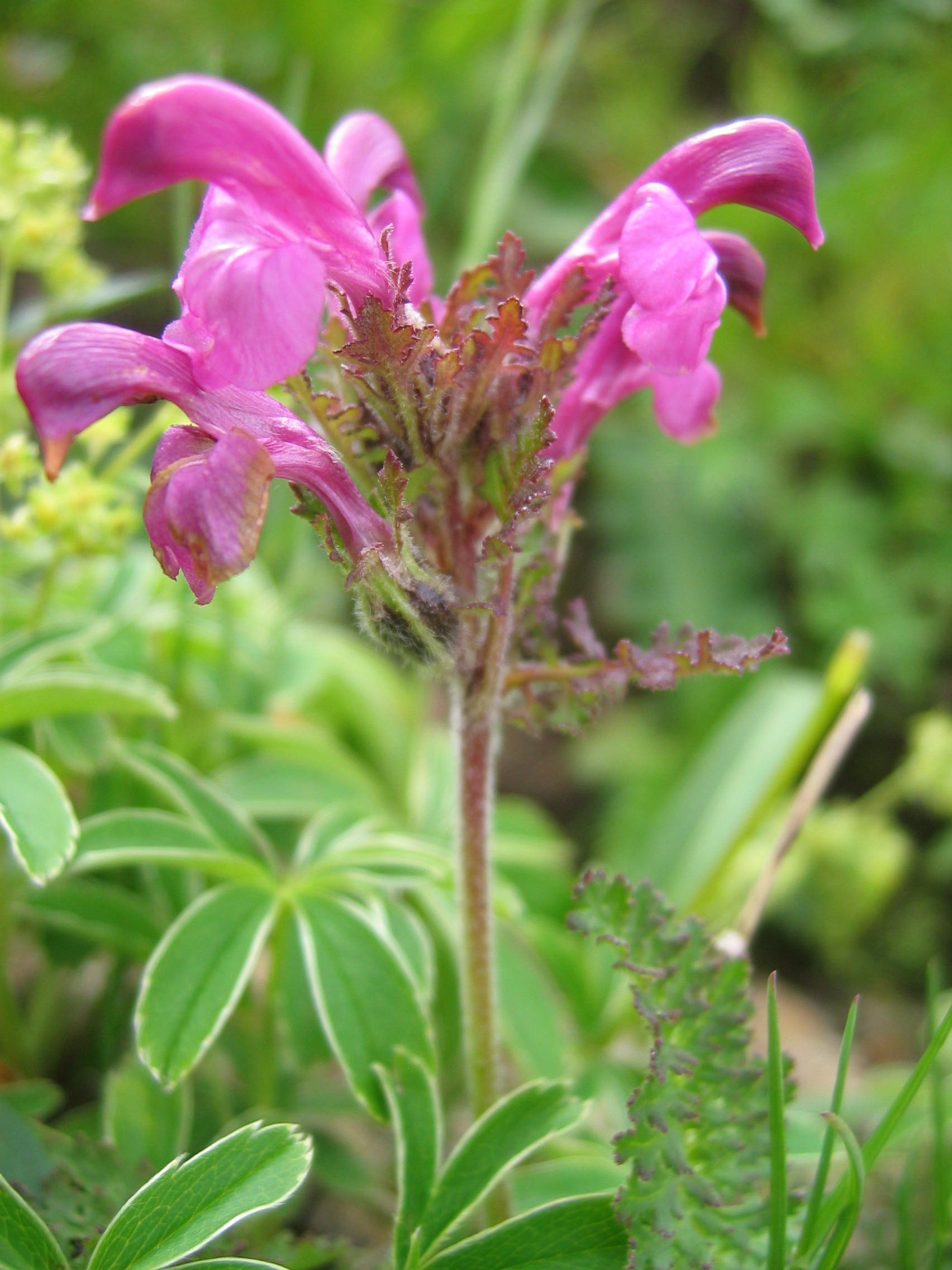
Pedicularis kerneri

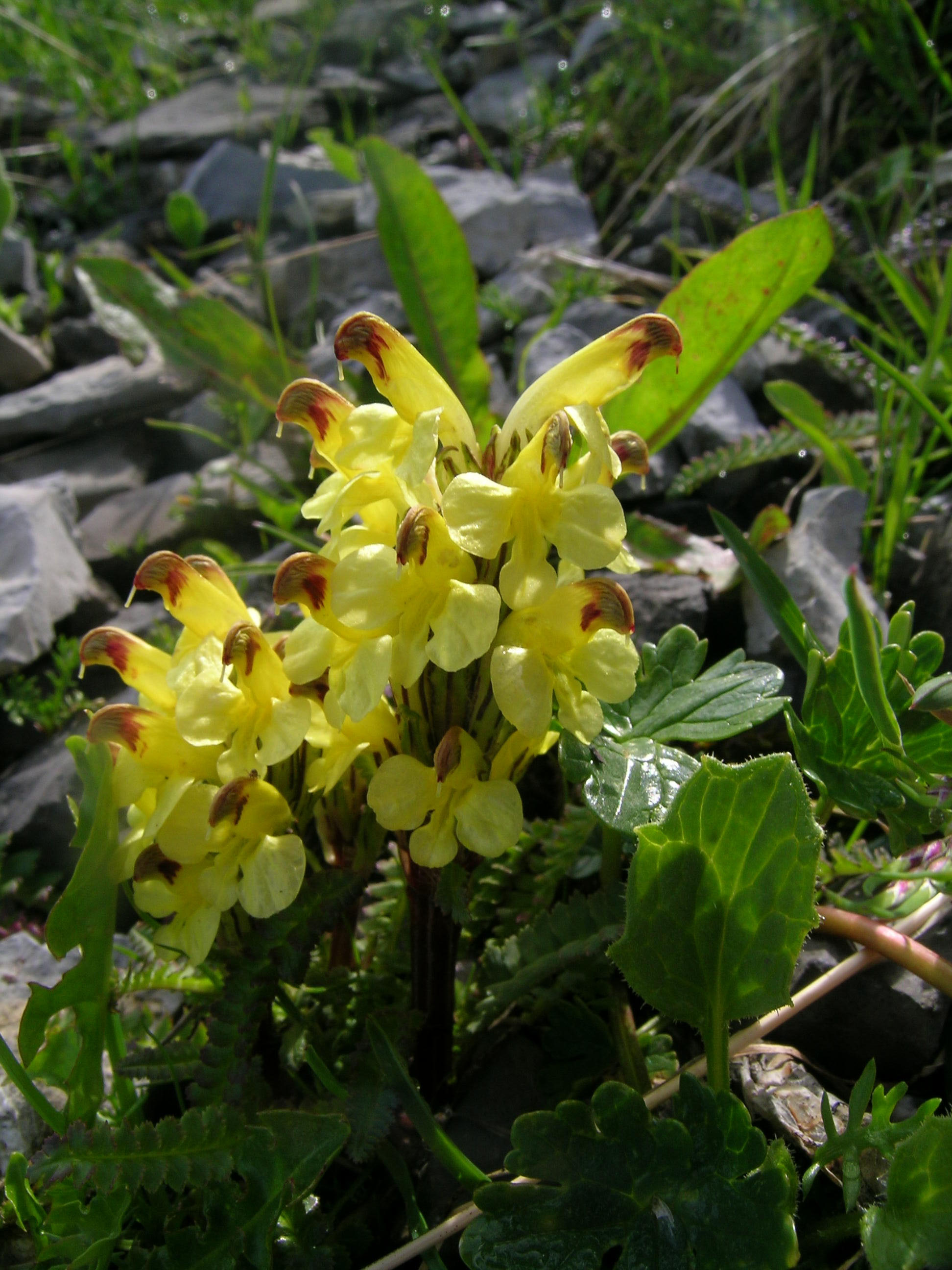
Pedicularis oederi

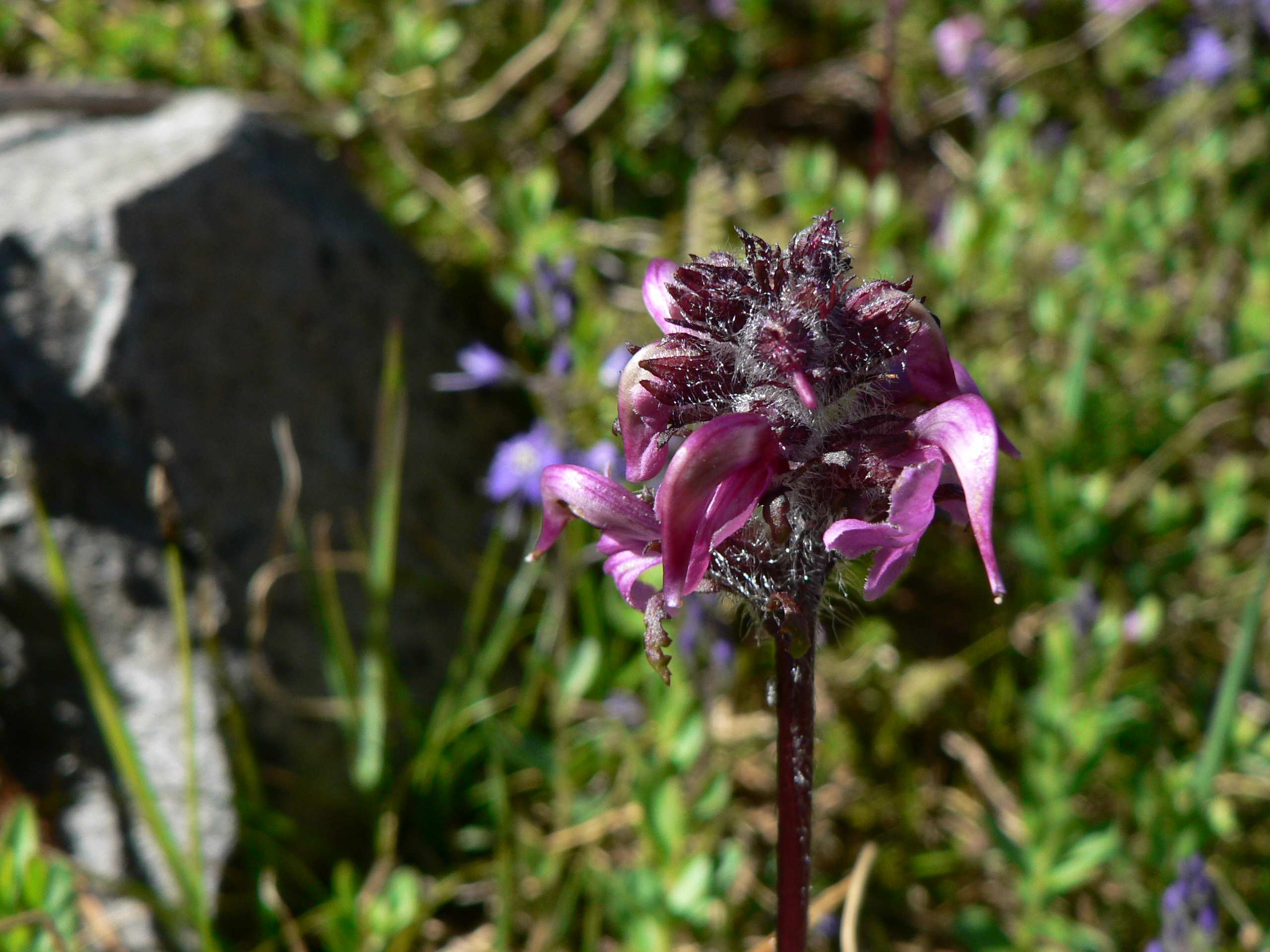
Pedicularis ornithorhyncha

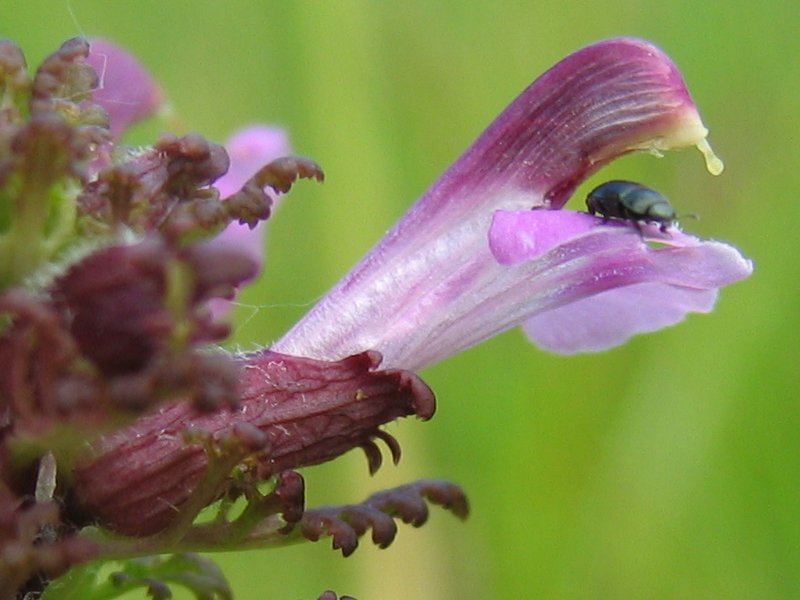
Pedicularis palustris

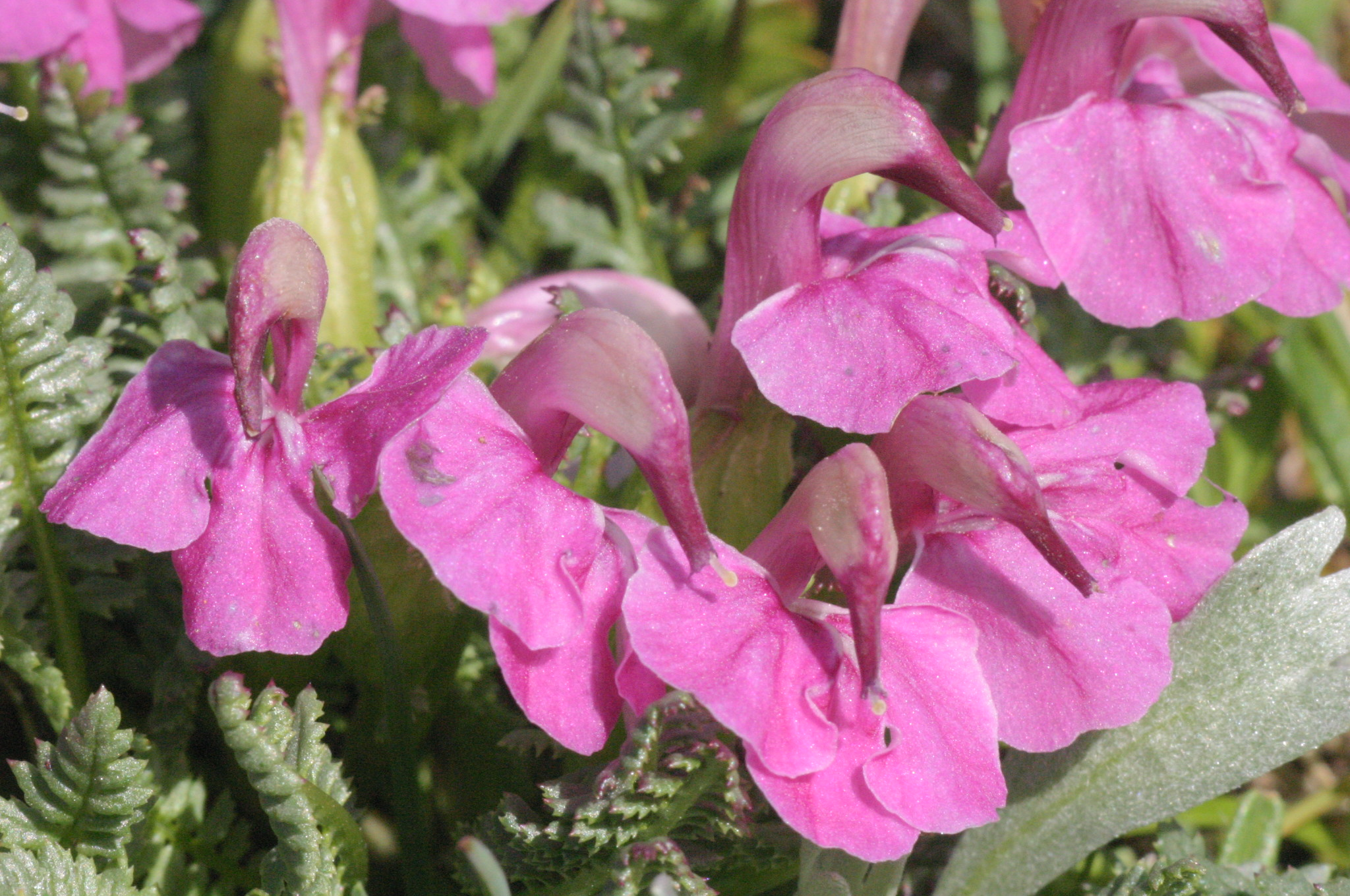
Pedicularis portenschlagii

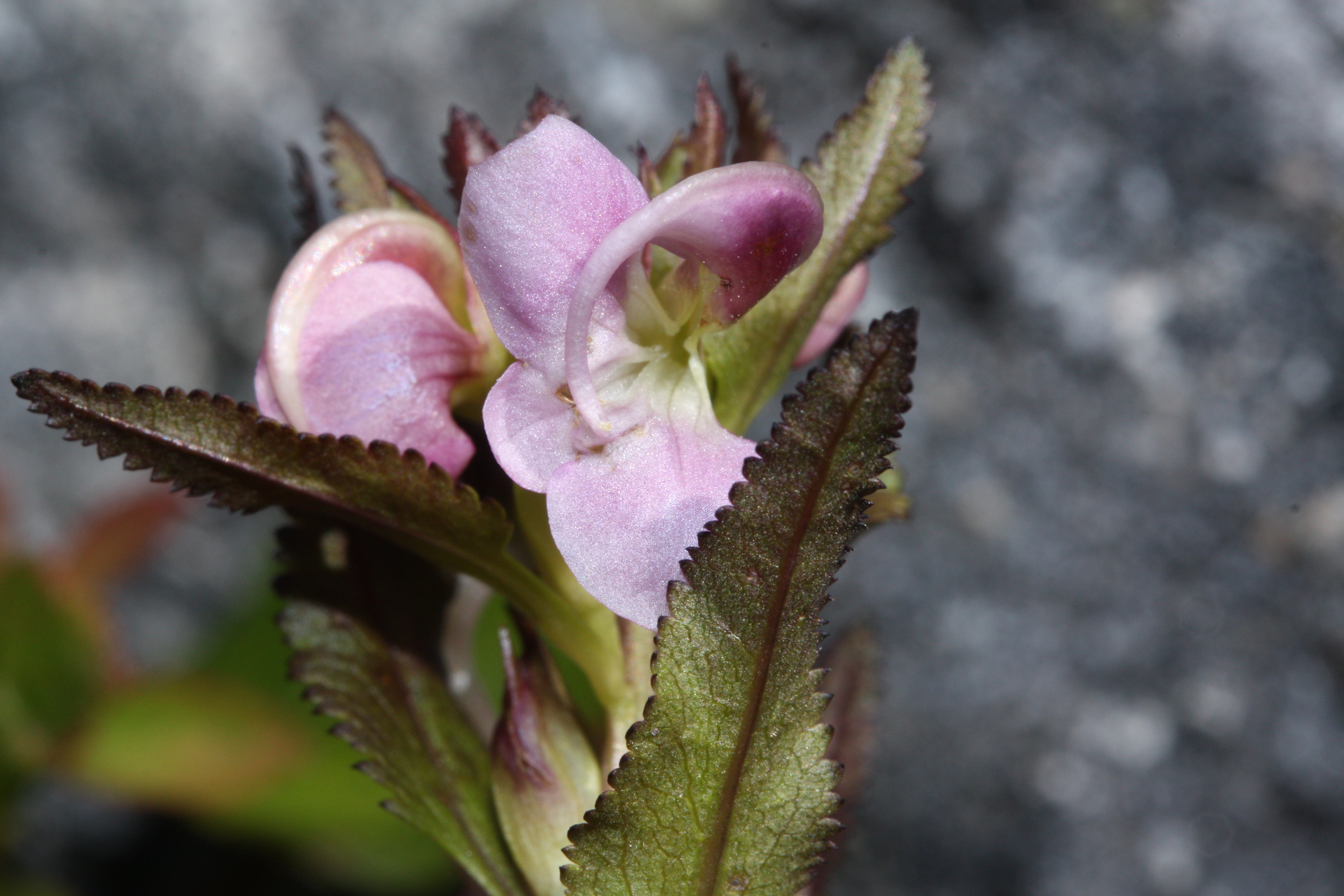
Pedicularis racemosa

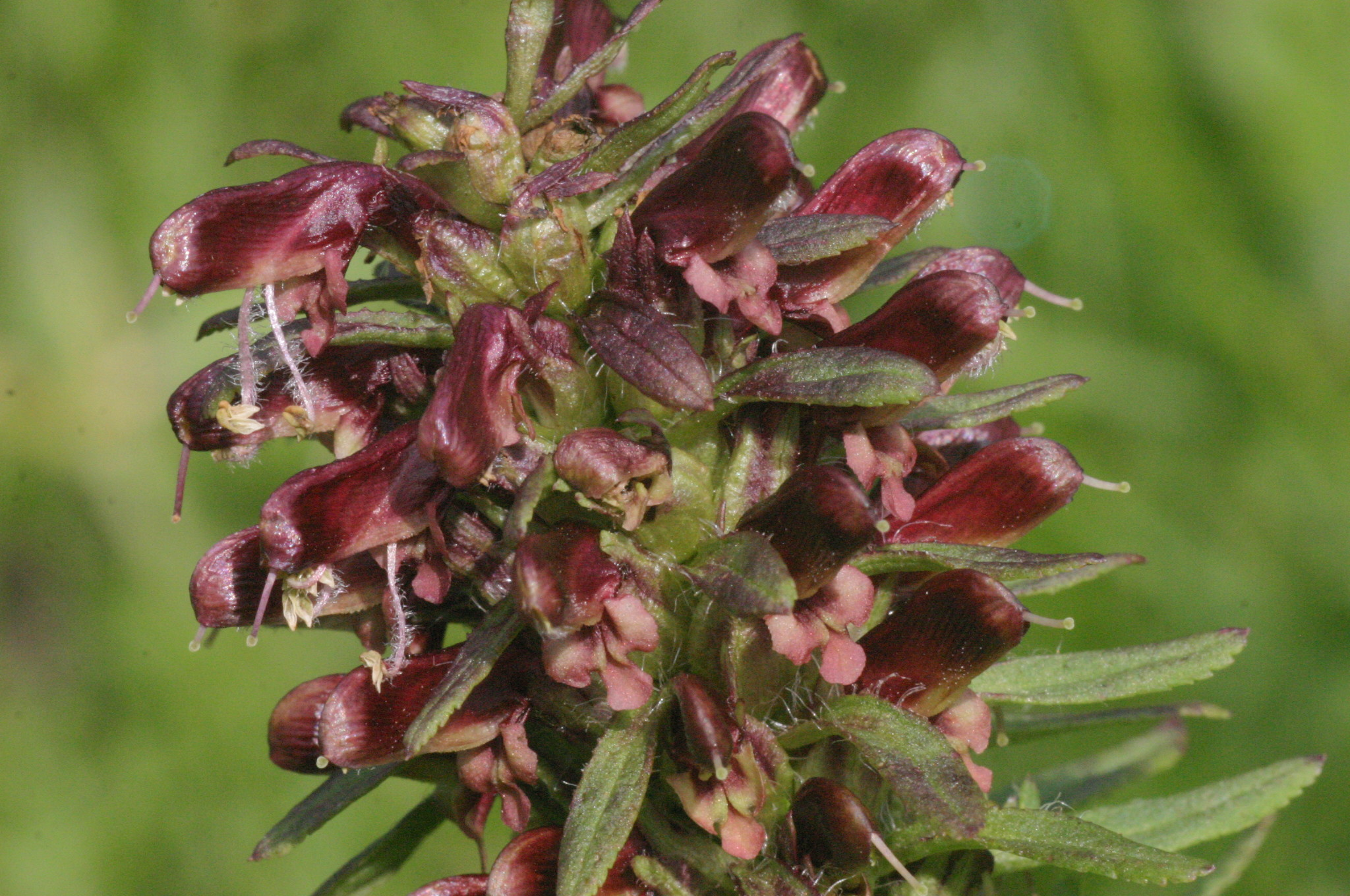
Pedicularis recutita

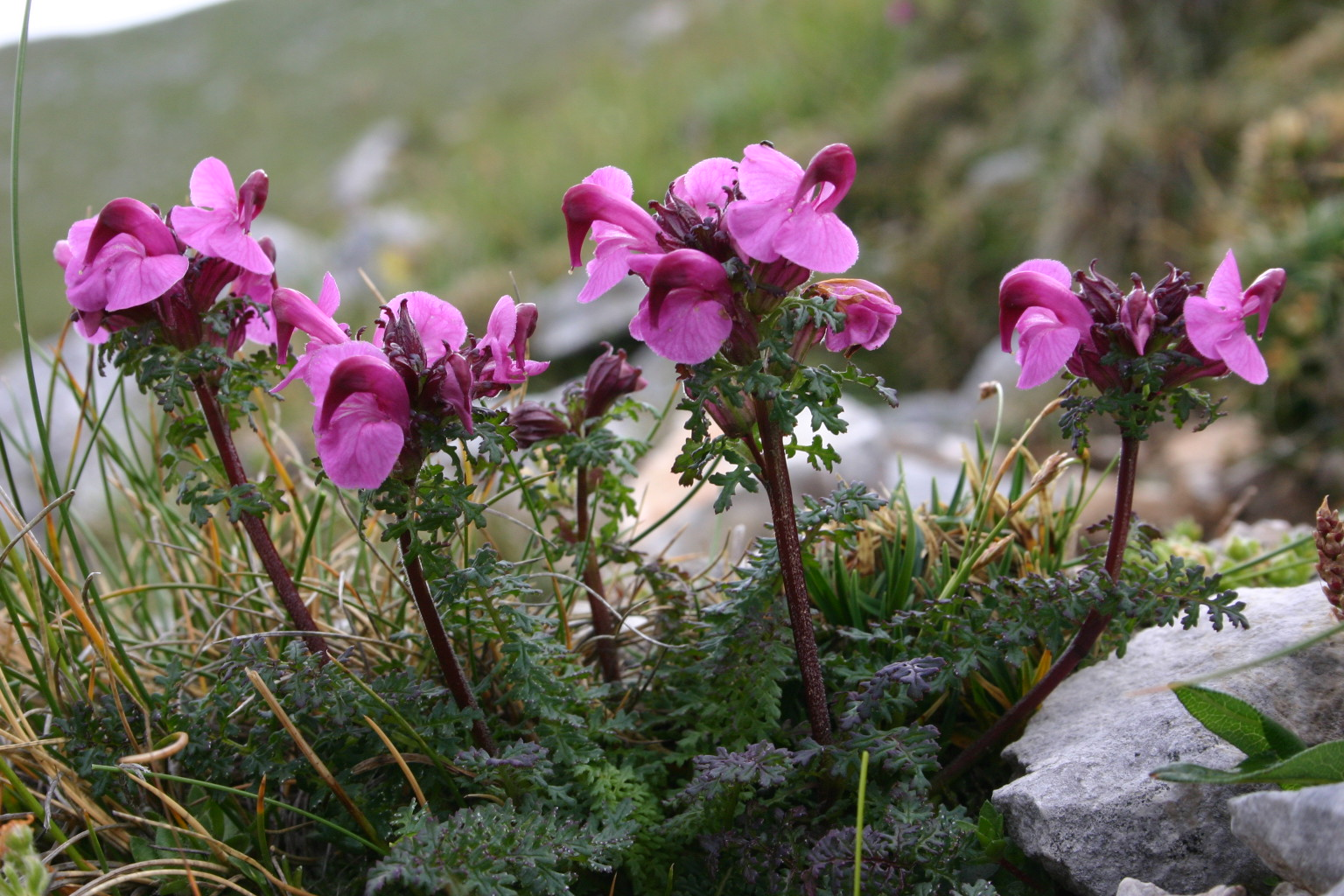
Pedicularis rostratocapitata

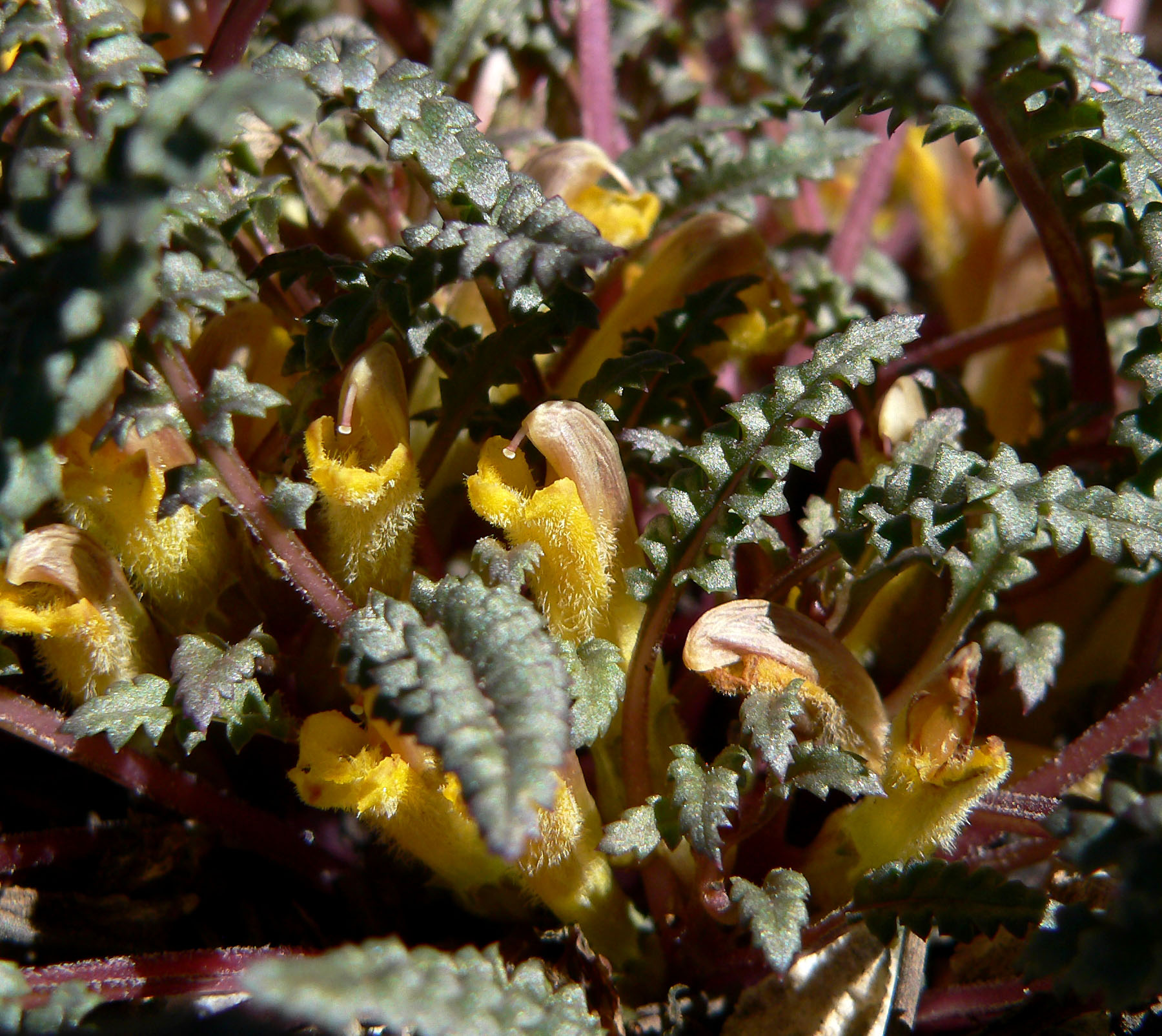
Pedicularis semibarbata

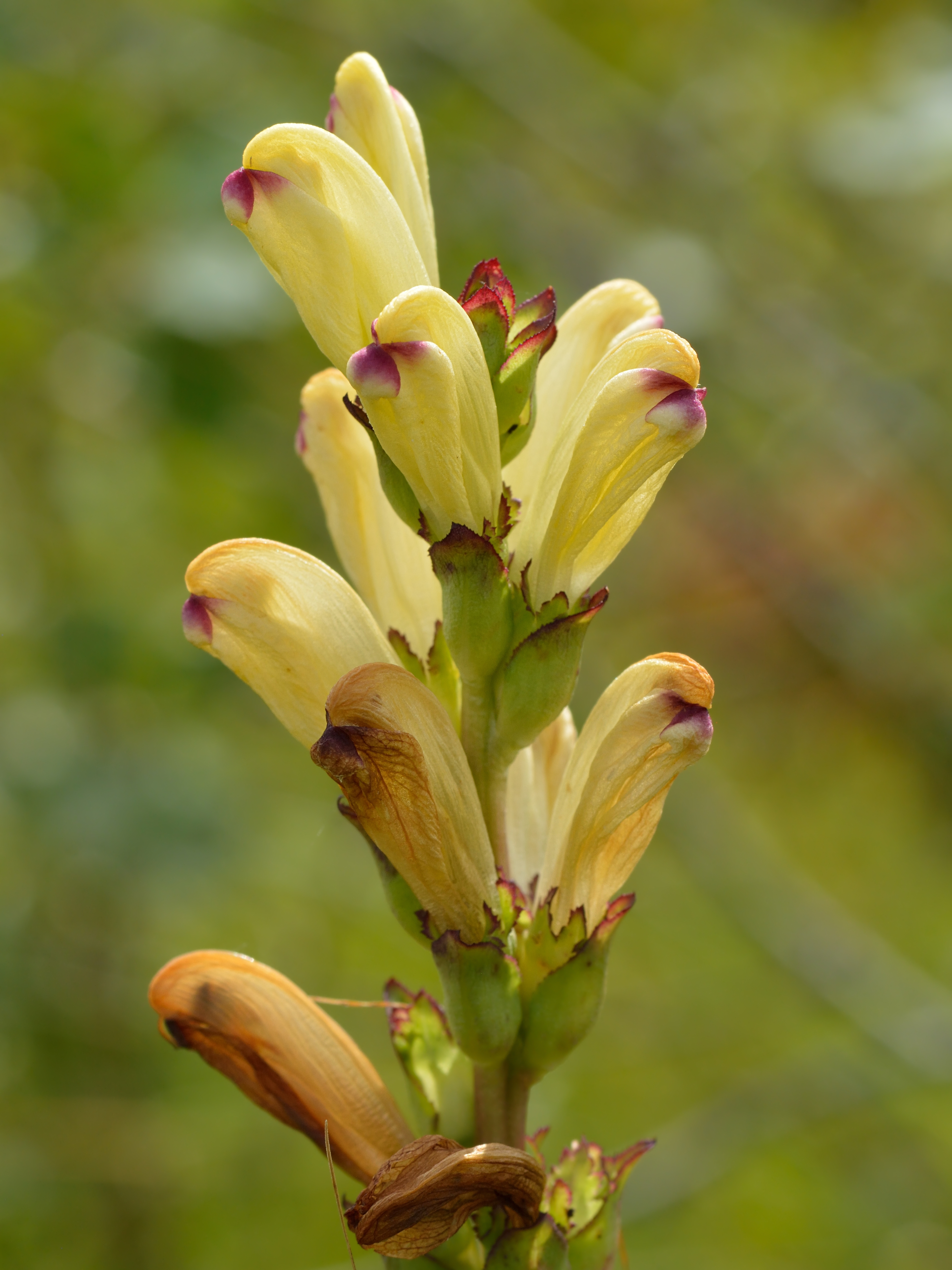
Pedicularis sceptrum-carolinum

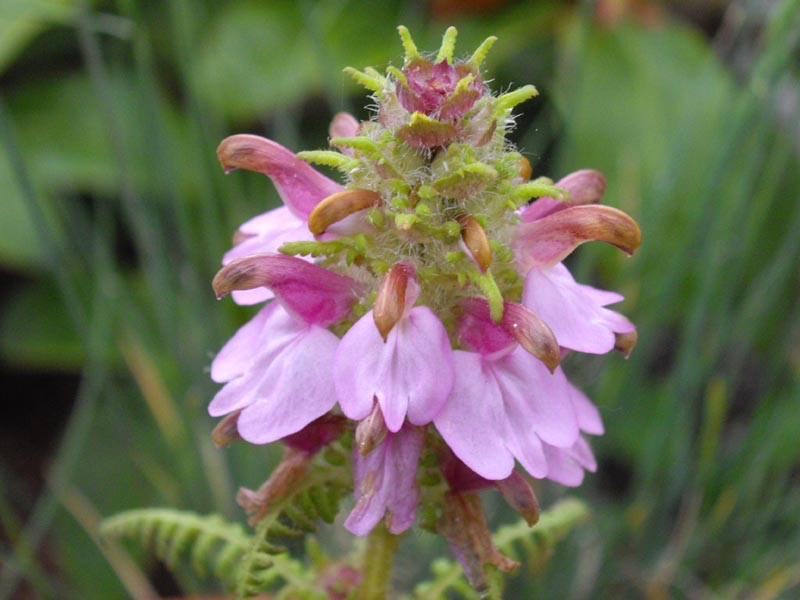
Pedicularis superba

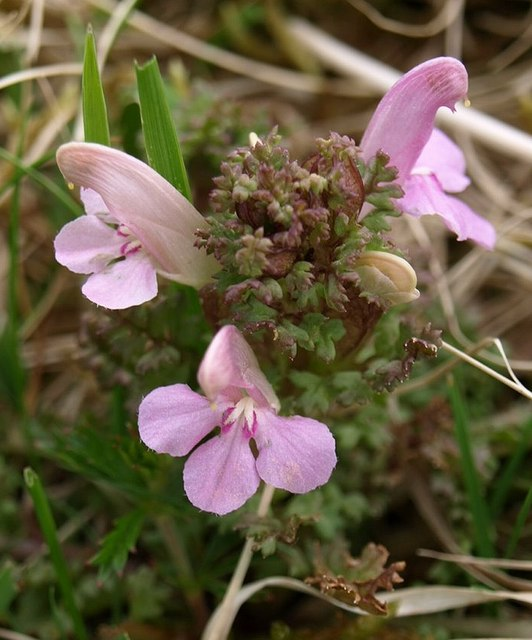
Pedicularis sylvatica

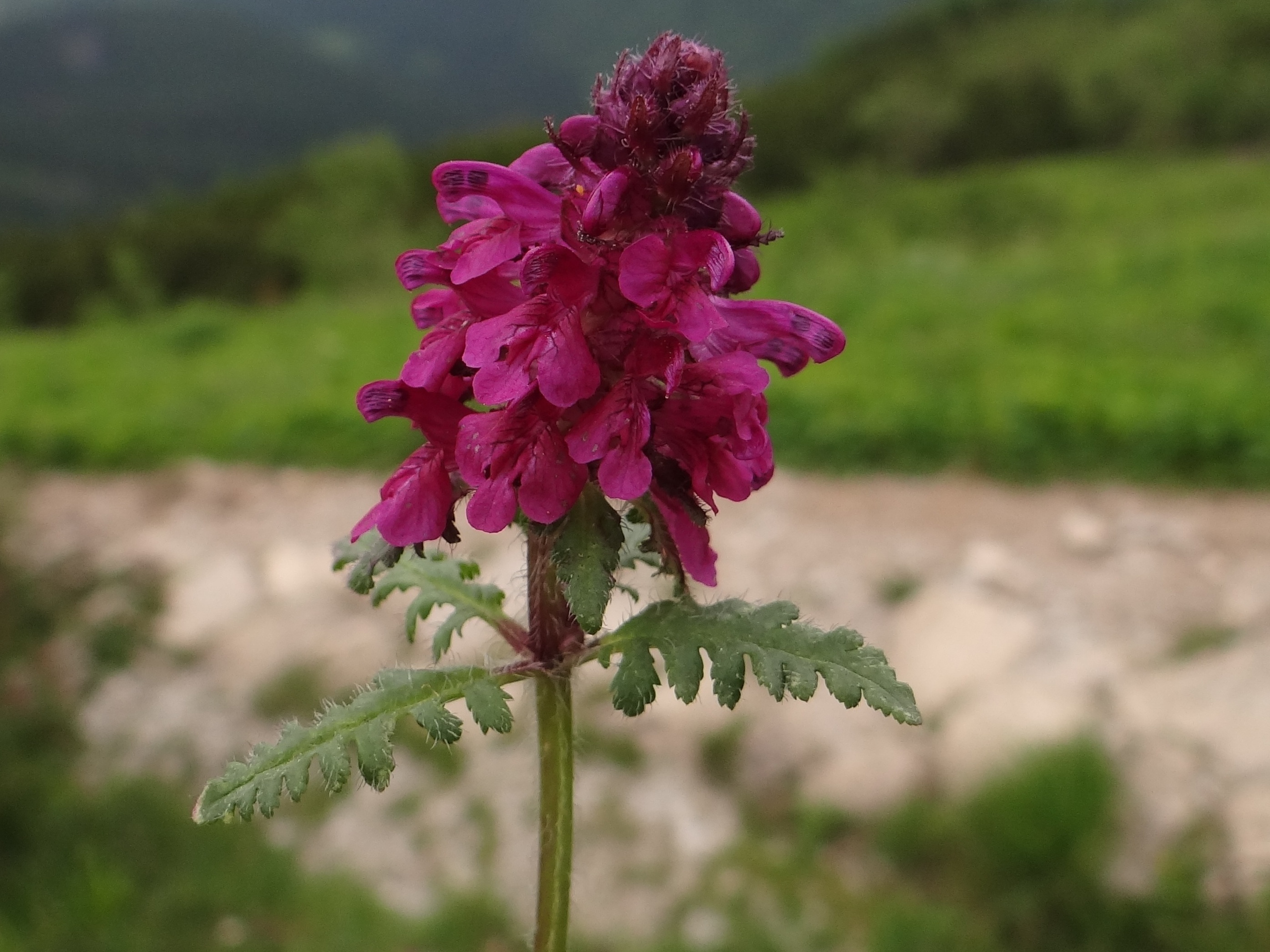
Pedicularis verticillata

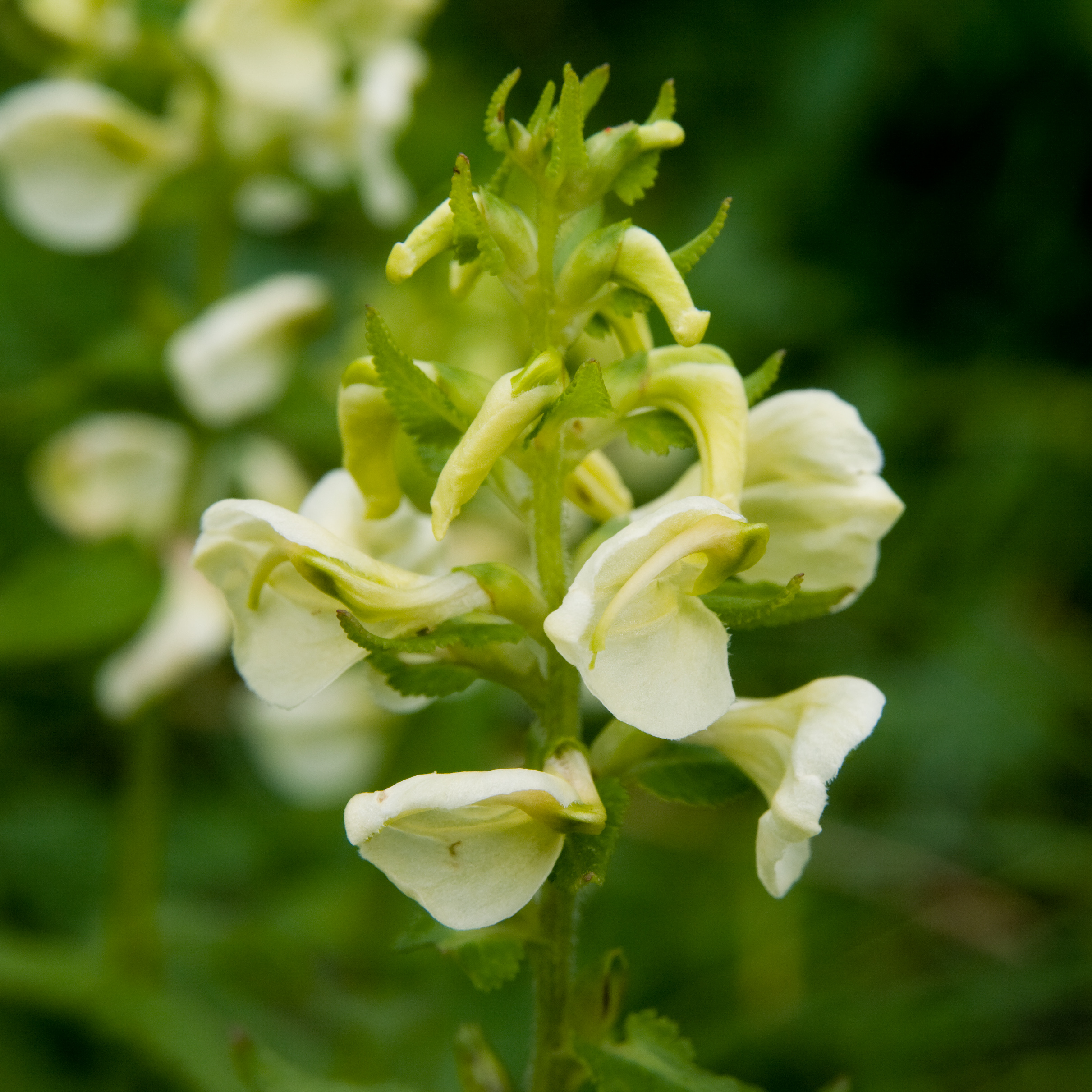
Pedicularis yezoensis

- Pedicularis abrotanifolia M.Bieb. ex Steven
- Pedicularis acaulis Scop.
- Pedicularis achilleifolia Stephan ex Willd.
- Pedicularis acmodonta Boiss.
- Pedicularis adunca M.Bieb. ex Steven
- Pedicularis × affinis Steininger
- Pedicularis afghanica Wendelbo
- Pedicularis alaica A.D.Li
- Pedicularis alaschanica Maxim.
- Pedicularis alatavica Stadlm. ex Vved.
- Pedicularis alberti Regel
- Pedicularis albida Pennell
- Pedicularis albiflora (Hook.f.) Prain
- Pedicularis allorrhampha Vved.
- Pedicularis aloensis Hand.-Mazz.
- Pedicularis alopecuroides Steven ex Spreng.
- Pedicularis alopecuros Franch. ex Maxim.
- Pedicularis × alpicola Rouy & Faure
- Pedicularis altaica Stephan ex Steven
- Pedicularis altifrontalis P.C.Tsoong
- Pedicularis amoena Adams ex Steven
- Pedicularis amoeniflora Vved.
- Pedicularis amplicollis T.Yamaz.
- Pedicularis amplituba H.L.Li
- Pedicularis anas Maxim.
- Pedicularis angularis P.C.Tsoong
- Pedicularis angustifolia Benth.
- Pedicularis angustilabris H.L.Li
- Pedicularis angustiloba P.C.Tsoong
- Pedicularis annapurnensis T.Yamaz.
- Pedicularis anomala P.C.Tsoong & H.P.Yang
- Pedicularis anserantha T.Yamaz.
- Pedicularis anthemifolia Fisch. ex Colla
- Pedicularis apodochila Maxim.
- Pedicularis aquilina Bonati
- Pedicularis × aranensis I.Soriano
- Pedicularis arctoeuropaea (Hultén) Molau & D.F.Murray
- Pedicularis armata Maxim.
- Pedicularis artiae R.Kr.Singh, Kholia & Sudhakar
- Pedicularis artselaeri Maxim.
- Pedicularis ascendens Schleich. ex Gaudin
- Pedicularis aschistorrhyncha C.Marquand & Airy Shaw
- Pedicularis asparagoides Lapeyr.
- Pedicularis asplenifolia Flörke ex Willd.
- Pedicularis atra Bonati
- Pedicularis atropurpurea Nordm.
- Pedicularis atroviridis P.C.Tsoong
- Pedicularis attollens A.Gray
- Pedicularis atuntsiensis Bonati
- Pedicularis aurantiaca (E.F.Sprague) Monfils & Prather
- Pedicularis aurata (Bonati) H.L.Li
- Pedicularis axillaris Franch. ex Maxim.
- Pedicularis balkharica E.A.Busch
- Pedicularis bambusetorum Hand.-Mazz.
- Pedicularis batangensis Bureau & Franch.
- Pedicularis baumgartenii Simonk.
- Pedicularis bella Hook.f.
- Pedicularis × bernardinensis Braun-Blanq.
- Pedicularis bhutanomuscoides T.Yamaz.
- Pedicularis × bicknellii Sommier
- Pedicularis bicolor Diels
- Pedicularis bicornuta Klotzsch
- Pedicularis bidentata Maxim.
- Pedicularis bietii Franch.
- Pedicularis bifida (Buch.-Ham. ex D.Don) Pennell
- Pedicularis binaria Maxim.
- Pedicularis bipinnatifida (Pennell) R.R.Mill
- Pedicularis birmanica Bonati
- Pedicularis bomiensis H.P.Yang
- Pedicularis × bonatii Faure
- Pedicularis brachychila H.L.Li
- Pedicularis brachycrania H.L.Li
- Pedicularis brachyodonta Schloss. & Vuk.
- Pedicularis brachystachys Bunge
- Pedicularis bracteosa Benth.
- Pedicularis breviflora Regel
- Pedicularis brevifolia D.Don
- Pedicularis brevilabris Franch.
- Pedicularis brevirostris Pennell
- Pedicularis breviscaposa T.Yamaz.
- Pedicularis cabulica Benth.
- Pedicularis cacuminidenta T.Yamaz.
- Pedicularis cadmea Boiss.
- Pedicularis caeruleoalbescens Wendelbo
- Pedicularis canadensis L.
- Pedicularis canescens P.C.Tsoong
- Pedicularis capitata Adams
- Pedicularis caucasica M.Bieb.
- Pedicularis cenisia Gaudin
- Pedicularis centranthera A.Gray
- Pedicularis cephalantha Franch. ex Maxim.
- Pedicularis cephalanthoides P.C.Tsoong
- Pedicularis cernua Bonati
- Pedicularis chamissonis Steven
- Pedicularis chamissonoides T.Yamaz.
- Pedicularis cheilanthifolia Schrenk
- Pedicularis chengxianensis Z.G.Ma & Z.Z.Ma
- Pedicularis chenocephala Diels
- Pedicularis chihuahuensis G.L.Nesom
- Pedicularis chinensis Maxim.
- Pedicularis chingii Bonati
- Pedicularis cholashanensis T.Yamaz.
- Pedicularis chorgonica Regel & C.Winkl.
- Pedicularis chroorrhyncha Vved.
- Pedicularis chumbica Prain
- Pedicularis cinerascens Franch.
- Pedicularis clarkei Hook.f.
- Pedicularis collata Prain
- Pedicularis collettii Prain
- Pedicularis columigera T.Yamaz.
- Pedicularis comosa L.
- Pedicularis compacta Stephan ex Willd.
- Pedicularis comptoniifolia Franch. ex Maxim.
- Pedicularis condensata M.Bieb.
- Pedicularis confertiflora Prain
- Pedicularis confluens P.C.Tsoong
- Pedicularis conifera Maxim. ex Hemsl.
- Pedicularis connata H.L.Li
- Pedicularis contorta Benth.
- Pedicularis cooperi P.C.Tsoong
- Pedicularis cornigera T.Yamaz.
- Pedicularis corydaloides Hand.-Mazz.
- Pedicularis corymbifera H.P.Yang
- Pedicularis cranolopha Maxim.
- Pedicularis craspedotricha Maxim.
- Pedicularis crassirostris Bunge
- Pedicularis crenata Maxim.
- Pedicularis crenularis H.L.Li
- Pedicularis crenulata Benth.
- Pedicularis cristatella Pennell & H.L.Li
- Pedicularis croizatiana H.L.Li
- Pedicularis cryptantha C.Marquand & Airy Shaw
- Pedicularis curvipes Hook.f.
- Pedicularis curvituba Maxim.
- Pedicularis cyathophylla Franch.
- Pedicularis cyathophylloides H.Limpr.
- Pedicularis cyclorhyncha H.L.Li
- Pedicularis cymbalaria Bonati
- Pedicularis cyrtorhyncha Pennell
- Pedicularis cystopteridifolia Rydb.
- Pedicularis czuiliensis Semiotr.
- Pedicularis daghestanica Bonati
- Pedicularis daltonii Prain
- Pedicularis daochengensis H.P.Yang
- Pedicularis dasyantha Hadač
- Pedicularis dasystachys Schrenk
- Pedicularis daucifolia Bonati
- Pedicularis davidii Franch.
- Pedicularis debilis Franch. ex Maxim.
- Pedicularis decora Franch.
- Pedicularis decorissima Diels
- Pedicularis delavayi Franch. ex Maxim.
- Pedicularis × delphinata Steininger
- Pedicularis deltoidea Franch. ex Maxim.
- Pedicularis densiflora Benth.
- Pedicularis densispica Franch. ex Maxim.
- Pedicularis denudata Hook.f.
- Pedicularis deqinensis H.P.Yang
- Pedicularis dhurensis R.R.Mill
- Pedicularis dichotoma Bonati
- Pedicularis dichrocephala Hand.-Mazz.
- Pedicularis dielsiana Bonati
- Pedicularis diffusa Prain
- Pedicularis dissecta (Bonati) Pennell & H.L.Li
- Pedicularis dissectifolia H.L.Li
- Pedicularis dolichantha Bonati
- Pedicularis dolichocymba Hand.-Mazz.
- Pedicularis dolichoglossa H.L.Li
- Pedicularis dolichorrhiza Schrenk
- Pedicularis dolichostachya H.L.Li
- Pedicularis domzeyensis P.C.Tsoong
- Pedicularis dubia B.Fedtsch.
- Pedicularis duclouxii Bonati
- Pedicularis dudleyi Elmer
- Pedicularis dulongensis H.P.Yang
- Pedicularis dunniana Bonati
- Pedicularis eburnata B.L.Rob. & Seaton
- Pedicularis elata Willd.
- Pedicularis elegans Ten.
- Pedicularis elephantiflora T.Yamaz.
- Pedicularis elephantoides Benth.
- Pedicularis elephas Boiss.
- Pedicularis elisabethae T.N.Popova
- Pedicularis elliotii P.C.Tsoong
- Pedicularis elongata A.Kern.
- Pedicularis elsholtzioides T.Yamaz.
- Pedicularis elwesii Hook.f.
- Pedicularis eriantha (Boiss. & Buhse) T.N.Popova
- Pedicularis eriophora Turcz.
- Pedicularis ernesti-mayeri Stevan., Niketić & D.Lakušić
- Pedicularis evrardii Bonati
- Pedicularis excelsa Hook.f.
- Pedicularis exigua H.L.Li
- Pedicularis fargesii Franch.
- Pedicularis fastigiata Franch.
- Pedicularis × faurei Rouy
- Pedicularis fengii H.L.Li
- Pedicularis ferdinandi Bornm.
- Pedicularis fetisowii Regel
- Pedicularis filicifolia Hemsl.
- Pedicularis filicula Franch.
- Pedicularis filiculiformis P.C.Tsoong
- Pedicularis fissa Turcz.
- Pedicularis flaccida Prain
- Pedicularis flagellaris Benth.
- Pedicularis flammea L.
- Pedicularis flava Pall.
- Pedicularis fletcheri P.C.Tsoong
- Pedicularis flexosoides T.Yamaz.
- Pedicularis flexuosa Hook.f.
- Pedicularis floribunda Franch.
- Pedicularis foliosa L.
- Pedicularis forrestiana Bonati
- Pedicularis fragarioides P.C.Tsoong
- Pedicularis fragilis Prain ex Maxim.
- Pedicularis franchetiana Maxim.
- Pedicularis friderici-augusti Tomm.
- Pedicularis furbishiae S.Watson
- Pedicularis furfuracea Wall. ex Benth.
- Pedicularis gagnepainiana Bonati
- Pedicularis galeata Bonati
- Pedicularis gammieana Prain
- Pedicularis ganpinensis Vaniot ex Bonati
- Pedicularis garckeana Prain ex Maxim.
- Pedicularis geniculata T.Yamaz.
- Pedicularis geosiphon Harry Sm. & C.H.Tsoong
- Pedicularis gibbera Prain
- Pedicularis × gillotana Rouy & Faure
- Pedicularis giraldiana Bonati
- Pedicularis glabra McVaugh & Mellich.
- Pedicularis glabrescens H.L.Li
- Pedicularis × glantschnigiana Ronniger
- Pedicularis globifera Hook.f.
- Pedicularis gloriosa Bisset & S.Moore
- Pedicularis gongshanensis H.P.Yang
- Pedicularis gordonii McVaugh & Koptur
- Pedicularis gracilicaulis H.L.Li
- Pedicularis gracilis Wall. ex Benth.
- Pedicularis gracilituba H.L.Li
- Pedicularis graeca Bunge
- Pedicularis grigorjevii Ivanina
- Pedicularis griniformis T.Yamaz.
- Pedicularis groenlandica Retz.
- Pedicularis gruiflora T.Yamaz.
- Pedicularis gruina Franch. ex Maxim.
- Pedicularis gyirongensis H.P.Yang
- Pedicularis gymnostachya (Trautv.) Khokhr.
- Pedicularis gypsicola Vved.
- Pedicularis gyroflexa Vill.
- Pedicularis gyrorhyncha Franch. ex Maxim.
- Pedicularis habachanensis Bonati
- Pedicularis hacquetii Graf – gnidosz Hacqueta, g. okazały
- Pedicularis hemsleyana Prain
- Pedicularis henryi Maxim.
- Pedicularis heterodonta Pančić
- Pedicularis heydei Prain
- Pedicularis hicksii P.C.Tsoong
- Pedicularis hintonii McVaugh & Mellich.
- Pedicularis hirsuta L.
- Pedicularis hirtella Franch.
- Pedicularis hoermanniana K.Malý
- Pedicularis hoffmeisteri Klotzsch
- Pedicularis holocalyx Hand.-Mazz.
- Pedicularis honanensis P.C.Tsoong
- Pedicularis hongii Kottaim.
- Pedicularis hookeriana Wall. ex Benn.
- Pedicularis howellii A.Gray
- Pedicularis humilis Bonati
- Pedicularis husainiana P.Agnihotri, D.Husain, D.Sahoo & S.K.Barik
- Pedicularis × huteri A.Kern.
- Pedicularis hyperborea Vved.
- Pedicularis hypophylla T.Yamaz.
- Pedicularis ikomae Sasaki
- Pedicularis imbricata P.C.Tsoong
- Pedicularis inaequilobata P.C.Tsoong
- Pedicularis incarnata L.
- Pedicularis × incarnatoides Steininger
- Pedicularis incisopetala E.Menzel, H.Menzel & Zoller
- Pedicularis inconspicua P.C.Tsoong
- Pedicularis incurva Benth.
- Pedicularis infirma H.L.Li
- Pedicularis inflexirostris F.S.Yang, D.Y.Hong & Xiao Q.Wang
- Pedicularis ingens Maxim.
- Pedicularis insignis Bonati
- Pedicularis instar Prain ex Maxim.
- Pedicularis integrifolia Hook.f.
- Pedicularis interrupta Stephan ex Willd.
- Pedicularis ishidoyana Koidz. & Ohwi
- Pedicularis iwatensis Ohwi
- Pedicularis julica E.Mayer
- Pedicularis junatovii Ivanina
- Pedicularis kangtingensis P.C.Tsoong
- Pedicularis kansuensis Maxim.
- Pedicularis karakorumiana T.Yamaz.
- Pedicularis karatavica Pavlov
- Pedicularis kariensis Bonati
- Pedicularis karoi Freyn
- Pedicularis kashmiriana Pennell
- Pedicularis kaufmannii Pinzger – gnidosz stepowy
- Pedicularis kawaguchii T.Yamaz.
- Pedicularis keiskei Franch. & Sav.
- Pedicularis kerneri Dalla Torre
- Pedicularis khasiana (Hook.f.) Pennell
- Pedicularis kialensis Franch.
- Pedicularis kiangsiensis P.C.Tsoong & S.H.Cheng
- Pedicularis kingii Prain
- Pedicularis klotzschii Hurus.
- Pedicularis koidzumiana Tatew. & Ohwi
- Pedicularis kokpakensis Semiotr.
- Pedicularis kolymensis A.P.Khokhr.
- Pedicularis kongboensis P.C.Tsoong
- Pedicularis korolkowii Regel
- Pedicularis koshiensis T.Yamaz.
- Pedicularis koueytchensis Bonati
- Pedicularis krylowii Bonati
- Pedicularis kuljabensis Ivanina
- Pedicularis kungeica Bajtenov
- Pedicularis kuruchuensis T.Yamaz.
- Pedicularis kusnetzovii Kom.
- Pedicularis labordei Vaniot ex Bonati
- Pedicularis labradorica Wirsing
- Pedicularis lachnoglossa Hook.f.
- Pedicularis laktangensis Bonati
- Pedicularis lamioides Hand.-Mazz.
- Pedicularis lamjungensis T.Yamaz.
- Pedicularis lanata Cham. & Schltdl.
- Pedicularis lanceifolia P.C.Tsoong
- Pedicularis lanceolata Michx.
- Pedicularis langsdorffii Fisch. ex Steven
- Pedicularis lanpingensis H.P.Yang
- Pedicularis lapponica L.
- Pedicularis lasiophrys Maxim.
- Pedicularis lasiostachys Bunge
- Pedicularis latibracteata T.Yamaz.
- Pedicularis latirostris P.C.Tsoong
- Pedicularis latituba Bonati
- Pedicularis laxiflora Franch.
- Pedicularis laxispica H.L.Li
- Pedicularis lecomtei Bonati
- Pedicularis legendrei Bonati
- Pedicularis leptosiphon H.L.Li
- Pedicularis leucodon Griseb.
- Pedicularis lhasana T.Yamaz.
- Pedicularis liguliflora T.Yamaz.
- Pedicularis likiangensis Franch. ex Maxim.
- Pedicularis limithangensis T.Yamaz.
- Pedicularis limnogena A.Kern.
- Pedicularis limprichtiana Hand.-Mazz.
- Pedicularis lineata Franch.
- Pedicularis lingelsheimiana H.Limpr.
- Pedicularis lobatorostrata T.Yamaz.
- Pedicularis longicalyx H.P.Yang
- Pedicularis longicaulis Franch.
- Pedicularis longiflora Rudolph
- Pedicularis longipedicellata P.C.Tsoong
- Pedicularis longipes Maxim.
- Pedicularis longipetiolata Franch.
- Pedicularis longistipitata P.C.Tsoong
- Pedicularis lophotricha H.L.Li
- Pedicularis ludlowiana P.C.Tsoong
- Pedicularis ludwigii Regel
- Pedicularis lunglingensis Bonati
- Pedicularis lutescens Franch.
- Pedicularis lyrata Prain ex Maxim.
- Pedicularis macilenta Franch.
- Pedicularis macrochila Vved.
- Pedicularis macrorhyncha H.L.Li
- Pedicularis macrosiphon Franch.
- Pedicularis mairei Bonati
- Pedicularis mandshurica Maxim.
- Pedicularis mariae Regel
- Pedicularis × martellii Bonati
- Pedicularis masalskyi Semiotr.
- Pedicularis × mathoneti Bonati ex Rouy
- Pedicularis maximowiczii Krasn.
- Pedicularis maxonii Bonati
- Pedicularis mayana Hand.-Mazz.
- Pedicularis × mayeri Daksk. & Vreš
- Pedicularis megalantha D.Don
- Pedicularis megalochila H.L.Li
- Pedicularis melalimne R.R.Mill
- Pedicularis melampyriflora Franch.
- Pedicularis membranacea H.L.Li
- Pedicularis merrilliana H.L.Li
- Pedicularis metaszetschuanica P.C.Tsoong
- Pedicularis meteororhyncha H.L.Li
- Pedicularis mexicana Zucc. ex Benth.
- Pedicularis micrantha H.L.Li
- Pedicularis microcalyx Hook.f.
- Pedicularis microchila Franch.
- Pedicularis microloba R.R.Mill
- Pedicularis milliana W.B.Yu, D.Z.Li & H.Wang
- Pedicularis milosevicii Křivka & Holubec
- Pedicularis minima P.C.Tsoong & S.H.Cheng
- Pedicularis minutilabris P.C.Tsoong
- Pedicularis mixta Gren.
- Pedicularis mollis Wall. ex Benth.
- Pedicularis monbeigiana Bonati
- Pedicularis × monnieri Rouy
- Pedicularis moschata Maxim.
- Pedicularis moupinensis Franch.
- Pedicularis mucronulata P.C.Tsoong
- Pedicularis muguensis T.Yamaz.
- Pedicularis multicaulis Bonati
- Pedicularis multicolor W.Jun Li, K.Y.Guan, Abduraimov & Y.Feng
- Pedicularis multiflora Pennell
- Pedicularis munzurdaghensis Armağan
- Pedicularis murreeana R.R.Mill
- Pedicularis muscicola Maxim.
- Pedicularis muscoides H.L.Li
- Pedicularis mussotii Franch.
- Pedicularis mustanghatana T.Yamaz.
- Pedicularis mychophila C.Marquand & Airy Shaw
- Pedicularis myriantha H.L.Li
- Pedicularis myriophylla Pall.
- Pedicularis nana C.E.C.Fisch.
- Pedicularis nanchuanensis P.C.Tsoong
- Pedicularis nanfutashanensis T.Yamaz.
- Pedicularis nasturtiifolia Franch.
- Pedicularis nasuta M.Bieb. ex Steven
- Pedicularis neofischeri P.C.Tsoong
- Pedicularis nepalensis Prain
- Pedicularis nigra (Bonati) Vaniot ex Bonati
- Pedicularis ningjuingensis T.Yamaz.
- Pedicularis nipponica Makino
- Pedicularis nobilis Bonati
- Pedicularis nodosa Pennell
- Pedicularis nordmanniana Bunge
- Pedicularis novaiae-zemliae (Hultén) Kozhevn.
- Pedicularis numeniicephala T.Yamaz.
- Pedicularis numidica Pomel
- Pedicularis nyalamensis H.P.Yang
- Pedicularis nyingchiensis H.P.Yang & Tateishi
- Pedicularis obliquigaleata W.B.Yu & H.Wang
- Pedicularis obscura Bonati
- Pedicularis ochiaiana Makino
- Pedicularis ochotensis A.P.Khokhr.
- Pedicularis ochrorrhyncha Galushko & T.N.Popova
- Pedicularis odontochila Diels
- Pedicularis odontocorys T.Yamaz.
- Pedicularis odontoloma T.Yamaz.
- Pedicularis odontophora Prain
- Pedicularis oederi Vahl – gnidosz dwubarwny
- Pedicularis olgae Regel
- Pedicularis oligantha Franch. ex Maxim.
- Pedicularis oliveriana Prain
- Pedicularis olympica Boiss.
- Pedicularis omiiana Bonati
- Pedicularis ophiocephala Maxim.
- Pedicularis orizabae Schltdl. & Cham.
- Pedicularis ornithorhynchos Benth.
- Pedicularis orthantha Griseb.
- Pedicularis orthocoryne H.L.Li
- Pedicularis oxycarpa Franch. ex Maxim.
- Pedicularis oxyrhyncha T.Yamaz.
- Pedicularis pacifica (Hultén) Kozhevn.
- Pedicularis paiana H.L.Li
- Pedicularis pallasii Vved.
- Pedicularis × pallidiflora I.Soriano
- Pedicularis palustris L. – gnidosz błotny
- Pedicularis panjutinii E.A.Busch
- Pedicularis pantlingii Prain
- Pedicularis paradoxa (Prain) T.Yamaz.
- Pedicularis parryi A.Gray
- Pedicularis parviflora Sm.
- Pedicularis pauciflora (Prain ex Maxim.) Pennell
- Pedicularis paxiana H.Limpr.
- Pedicularis pectinata Wall. ex Benth.
- Pedicularis pectinatiformis Bonati
- Pedicularis pennellii Hultén
- Pedicularis × pennina Gaudin
- Pedicularis pentagona H.L.Li
- Pedicularis perpusilla P.C.Tsoong
- Pedicularis perrottetii Benth.
- Pedicularis petelotii P.C.Tsoong
- Pedicularis petiolaris Ten.
- Pedicularis petitmenginii Bonati
- Pedicularis petrophila H.L.Li
- Pedicularis phaceliifolia Franch.
- Pedicularis pheulpinii Bonati
- Pedicularis physocalyx Bunge
- Pedicularis pilostachya Maxim.
- Pedicularis pinetorum Hand.-Mazz.
- Pedicularis platychila P.C.Tsoong
- Pedicularis platyrhyncha Schrenk
- Pedicularis plicata Maxim.
- Pedicularis poluninii P.C.Tsoong
- Pedicularis polygaloides Hook.f.
- Pedicularis polyodonta H.L.Li
- Pedicularis pontica Boiss.
- Pedicularis popovii Vved.
- Pedicularis porrecta Wall. ex Benth.
- Pedicularis porriginosa P.C.Tsoong
- Pedicularis portenschlagii Saut. ex Rchb.
- Pedicularis potaninii Maxim.
- Pedicularis praeruptorum Bonati
- Pedicularis praetermissa (I.Soriano, M.Bernal & Sánchez-Cux.) Aymerich & L.Sáez
- Pedicularis prainiana Maxim.
- Pedicularis princeps Franch.
- Pedicularis proboscidea Steven
- Pedicularis procera A.Gray
- Pedicularis przewalskii Maxim.
- Pedicularis × pseudoasplenifolia Steininger
- Pedicularis pseudoatra Bonati
- Pedicularis pseudocephalantha Bonati
- Pedicularis pseudocurvituba P.C.Tsoong
- Pedicularis pseudoheydei P.C.Tsoong
- Pedicularis pseudohookeriana T.Yamaz.
- Pedicularis pseudoingens Bonati
- Pedicularis pseudomelampyriflora Bonati
- Pedicularis pseudomuscicola Bonati
- Pedicularis pseudoregeliana P.C.Tsoong
- Pedicularis pseudosteiningeri Bonati
- Pedicularis pseudoversicolor Hand.-Mazz.
- Pedicularis pteridifolia Bonati
- Pedicularis pubiflora Vved.
- Pedicularis pulchella Pennell
- Pedicularis pulchra Paulsen
- Pedicularis punctata Decne.
- Pedicularis purpurea Pennell
- Pedicularis pushpangadanii T.Husain & Arti Garg
- Pedicularis pycnantha Boiss.
- Pedicularis pygmaea Maxim.
- Pedicularis pyramidata Royle ex Benth.
- Pedicularis pyrenaica J.Gay
- Pedicularis qinghaiensis T.Yamaz.
- Pedicularis quxiangensis H.P.Yang
- Pedicularis racemosa Douglas ex Benth.
- Pedicularis raghvendrae Arti Garg & R.Kr.Singh
- Pedicularis rainierensis Pennell & F.A.Warren
- Pedicularis ramosissima Bonati
- Pedicularis rechingeri Wendelbo
- Pedicularis recurva Maxim.
- Pedicularis recutita L.
- Pedicularis refracta (Maxim.) Maxim.
- Pedicularis regeliana Prain
- Pedicularis remotiloba Hand.-Mazz.
- Pedicularis reptans P.C.Tsoong
- Pedicularis resupinata L.
- Pedicularis retingensis P.C.Tsoong
- Pedicularis rex C.B.Clarke ex Maxim.
- Pedicularis reynieri Bonati
- Pedicularis rhinanthoides Schrenk ex Fisch. & C.A.Mey.
- Pedicularis rhizomatosa P.C.Tsoong
- Pedicularis rhodotricha Maxim.
- Pedicularis rhynchodonta Bureau & Franch.
- Pedicularis rhynchotricha P.C.Tsoong
- Pedicularis rigginsiae D.J.Keil
- Pedicularis rigida Franch. ex Maxim.
- Pedicularis rigidescens T.Yamaz.
- Pedicularis rigidiformis Bonati
- Pedicularis rizhaoensis H.P.Yang
- Pedicularis roborowskii Maxim.
- Pedicularis robusta Hook.f.
- Pedicularis rohtangensis Aswal, Goel & Mehrotra
- Pedicularis rosea Wulfen
- Pedicularis roseialba T.Yamaz.
- Pedicularis rostratocapitata Crantz
- Pedicularis rostratospicata Crantz
- Pedicularis rotundifolia C.E.C.Fisch.
- Pedicularis × rouyana F.O.Wolf ex Rouy
- Pedicularis roylei Maxim.
- Pedicularis rubens Stephan ex Willd.
- Pedicularis rudis Maxim.
- Pedicularis ruoergaiensis H.P.Yang
- Pedicularis rupicola Franch.
- Pedicularis × sagalaevii V.V.Byalt & Firsov
- Pedicularis salicifolia Bonati
- Pedicularis salviiflora Franch.
- Pedicularis sanguilimbata R.R.Mill
- Pedicularis sarawschanica Regel
- Pedicularis sceptrum-carolinum  L. – gnidosz królewski
- Pedicularis schistostegia Vved.
- Pedicularis schizocalyx (Lange) Steininger
- Pedicularis schizorrhyncha Prain
- Pedicularis schugnana B.Fedtsch.
- Pedicularis scolopax Maxim.
- Pedicularis scopulorum A.Gray
- Pedicularis scullyana Prain ex Maxim.
- Pedicularis sectifolia T.Yamaz.
- Pedicularis semenowii Regel
- Pedicularis semibarbata A.Gray
- Pedicularis semitorta Maxim.
- Pedicularis shansiensis P.C.Tsoong
- Pedicularis sherriffii P.C.Tsoong
- Pedicularis siamensis P.C.Tsoong
- Pedicularis sibirica Vved.
- Pedicularis sibthorpii Boiss.
- Pedicularis sigmoidea Franch.
- Pedicularis sikkimensis Bonati
- Pedicularis sima Maxim.
- Pedicularis siphonantha D.Don
- Pedicularis smithiana Bonati
- Pedicularis songarica Schrenk ex Fisch. & C.A.Mey.
- Pedicularis sorbifolia P.C.Tsoong
- Pedicularis souliei Franch.
- Pedicularis sphaerantha P.C.Tsoong
- Pedicularis spicata Pall.
- Pedicularis stadlmanniana Bonati
- Pedicularis staintonii R.R.Mill
- Pedicularis steiningeri Bonati
- Pedicularis stenantha Franch.
- Pedicularis stenophylla H.L.Li
- Pedicularis stenotheca P.C.Tsoong
- Pedicularis stewartii Pennell
- Pedicularis straussii Hausskn.
- Pedicularis streptorhyncha P.C.Tsoong
- Pedicularis striata Pall.
- Pedicularis strobilacea Franch.
- Pedicularis stylosa H.P.Yang
- Pedicularis subrostrata C.A.Mey.
- Pedicularis subulatidens P.C.Tsoong
- Pedicularis sudetica Willd. – gnidosz sudecki
- Pedicularis sunkosiana T.Yamaz.
- Pedicularis superba Franch. ex Maxim.
- Pedicularis svenhedinii Paulsen
- Pedicularis sylvatica L. – gnidosz rozesłany
- Pedicularis szetschuanica Maxim.
- Pedicularis tachanensis Bonati
- Pedicularis tahaiensis Bonati
- Pedicularis takpoensis P.C.Tsoong
- Pedicularis talassica Vved.
- Pedicularis taliensis Bonati
- Pedicularis tamurensis T.Yamaz.
- Pedicularis tantalorhyncha Franch. ex Bonati
- Pedicularis tantalorhynchoides  P.C.Tsoong
- Pedicularis tapaoensis P.C.Tsoong
- Pedicularis tatarinowii Maxim.
- Pedicularis tatianae Bordz.
- Pedicularis tatsienensis Bureau & Franch.
- Pedicularis tayloriana P.C.Tsoong
- Pedicularis tenacifolia P.C.Tsoong
- Pedicularis tenera H.L.Li
- Pedicularis tenuicaulis Prain
- Pedicularis tenuirostris Benth.
- Pedicularis tenuisecta Franch. ex Maxim.
- Pedicularis tenuituba Pennell & H.L.Li
- Pedicularis ternata Maxim.
- Pedicularis terrenoflora T.Yamaz.
- Pedicularis thailandica T.Yamaz.
- Pedicularis thamnophila (Hand.-Mazz.) H.L.Li
- Pedicularis tianschanica Rupr.
- Pedicularis tibetica Franch.
- Pedicularis tomentosa H.L.Li
- Pedicularis tongolensis Franch.
- Pedicularis torta Maxim.
- Pedicularis transversa Baimukhambetova
- Pedicularis triangularidens P.C.Tsoong
- Pedicularis trichocymba H.L.Li
- Pedicularis trichodonta T.Yamaz.
- Pedicularis trichoglossa Hook.f.
- Pedicularis trichomata H.L.Li
- Pedicularis tricolor Hand.-Mazz.
- Pedicularis tripinnata M.Martens & Galeotti
- Pedicularis tristis L.
- Pedicularis tsaii H.L.Li
- Pedicularis tsangchanensis Franch. ex Maxim.
- Pedicularis tsarungensis H.L.Li
- Pedicularis tsekouensis Bonati
- Pedicularis tsiangii H.L.Li
- Pedicularis tsoongii T.Yamaz.
- Pedicularis tuberosa L.
- Pedicularis uliginosa Bunge
- Pedicularis umbelliformis H.L.Li
- Pedicularis uralensis Vved.
- Pedicularis urceolata P.C.Tsoong
- Pedicularis vagans Hemsl.
- Pedicularis variegata H.L.Li
- Pedicularis venusta Schangin ex Bunge
- Pedicularis verae Vved.
- Pedicularis verbenifolia Franch. ex Maxim.
- Pedicularis × verlotii Arv.-Touv.
- Pedicularis veronicifolia Franch.
- Pedicularis verticillata L. – gnidosz okółkowy
- Pedicularis vialii Franch.
- Pedicularis villosa Ledeb. ex Spreng.
- Pedicularis violascens Schrenk
- Pedicularis × vulpii Solms
- Pedicularis waldheimii Bonati
- Pedicularis wallichii Bunge
- Pedicularis wanghongiae M.L.Liu & W.B.Yu
- Pedicularis wardii Bonati
- Pedicularis weixiensis H.P.Yang
- Pedicularis × wettsteiniana Bonati
- Pedicularis wilhelmsiana Fisch. ex M.Bieb.
- Pedicularis wilsonii Bonati
- Pedicularis wlassowiana Steven
- Pedicularis woodii R.R.Mill
- Pedicularis xiangchengensis H.P.Yang
- Pedicularis xiqingshanensis H.Y.Feng & J.Z.Sun
- Pedicularis xylopoda P.C.Tsoong
- Pedicularis yalungensis T.Yamaz.
- Pedicularis yamazakiana R.R.Mill
- Pedicularis yanyuanensis H.P.Yang
- Pedicularis yaoshanensis H.Wang
- Pedicularis yarilaica R.R.Mill
- Pedicularis yezoensis Maxim.
- Pedicularis yui H.L.Li
- Pedicularis yunnanensis Franch. ex Maxim.
- Pedicularis zayuensis H.P.Yang
- Pedicularis zeylanica Benth.
- Pedicularis zhongdianensis H.P.Yang